# Кадыш-Холь
Кады́ш-Холь (также Кадыш) — озеро на северо-востоке Республики Тыва, Россия.
Озеро расположено в Тоджинском кожууне Тывы. Имеет сильно вытянутую форму с северо-запада на юго-восток. Входит в группу озёр Тоджинской котловины. Высота над уровнем моря — 1059 м. Площадь водной поверхности — 23 км², площадь водосбора — 301 км². Максимальная глубина, по разным данным, 70 м или 90 м. Длина 19,5 км, максимальная ширина — около 1,7 км.
В озеро впадает несколько небольших речек и ручьёв (наиболее значительные — Дот-Хем, Хадыжык-Хем, Ак-Хем, Устю-Терен-От, Белдик-Хем), вытекает река (протока) Мюн (Мююн) длиной 4 км, впадающая в реку Азас. Происхождение — тектоническо-ледниковое. Окружено горами, высота которых достигает отметки 1609 м (гора Хин-Даг). Берега крутые, покрыты борами кедра и лиственницы, а также высоким травостоем. Плоские берега, свободные от леса, имеются лишь в устье реки Мюн. Ледостав происходит в конце ноября, вскрывается озеро во второй половине мая.
Озеро находится на территории заповедника Азас. На берегах обитает скопа, гнездятся горбоносый турпан, большой крохаль и гоголь. Богато рыбой, водятся: сиг, щука, плотва, окунь, а также таймень.
Код объекта в государственном водном реестре — 17010100111116100000233.